# Сан Гаетано (Мачерата)
Сан Гаетано (итал. San Gaetano) насеље је у Италији у округу Мачерата, региону Марке.
Према процени из 2011. у насељу је живело 28 становника. Насеље се налази на надморској висини од 125 м.